# 陰魂不散
《陰魂不散》是一部香港恐怖电影，1999年上映。这部电影由羅舜泉担任导演。

## 剧情
Mike張為一個臥底探員，在夜店邂逅了舞小姐黃小麗，兩人迅速関係提升，其后，小麗更要求Mike和妻子離婚，就是為了永遠和Mike在一起。
一次，小麗在一次警方的圍剿中，被中槍身亡，小麗在臨終前懷疑Mike的身份，結果小麗便含恨而終了。
Mike雖然順利完成任務，但是他卻對小麗的死感到十分內疚。一天，青年幹探李超仁青年幹探突然遇到小麗的陰魂，小麗於是附身於仁身上，並多次上去Mike的家，為了追查Mike的真正身份...

## 演員表

### 主要角色
| 演員            | 角色   | 粵語配音 | 備註 |
| 王敏德          | Mike   | 羅偉傑   | 本片亦正亦邪反派 臥底探員 黃小麗之男友，后害死其 在一次和黃小麗邂逅，兩人迅速關係提升 張太太之夫 最后因的確害死黃小麗，而在岳母的施法後被囚冥界，永世不得超生                                                                                         |
| 伍詠薇          | 張太太 | 林姍姍   | 家庭主婦 Mike之妻 最后和成年后的兒子前去拜祭Mike |
| 何華超          | 李超仁 | 陳旭明   | 青年幹探 盧警司之下屬 后在一次回家時被小麗的陰魂附身以被其利用追查Mike的真正身份，最終被其逼至患上失心瘋 |
| 黃佩霞 (未附身) | 黃小麗 | 曾慶珏   | 本片終極大反派 舞小姐，實為搶劫集團成員 在一次和Mike邂逅，兩人迅速關係提升 Mike之情婦 麗兄之妹 張太太之情敵 在一次以為麗兄想殺掉Mike而前去擋槍，但卻因此被Mike錯手槍殺 附身於李超仁身上以追查Mike的真正身份 為人心狠手辣，不擇手段 最終被Mike岳母克制 |
| 何華超 (附身後) | 黃小麗 | 陳旭明   | 本片終極大反派 舞小姐，實為搶劫集團成員 在一次和Mike邂逅，兩人迅速關係提升 Mike之情婦 麗兄之妹 張太太之情敵 在一次以為麗兄想殺掉Mike而前去擋槍，但卻因此被Mike錯手槍殺 附身於李超仁身上以追查Mike的真正身份 為人心狠手辣，不擇手段 最終被Mike岳母克制 |
| 羅蘭            | 岳母   | 陸惠玲   | 神婆 張太太之母 Mike的岳母 得知Mike被黃小麗陰魂纏繞而替其軀鬼 最后用法術讓Mike回憶七年前的事 |

### 其他演員
| 演員   | 角色   | 粵語配音 | 備註 |
| 鄒兆龍 | 麗兄   |          | 搶劫集團首領 黃小麗之兄 在七年前因懷疑大Dee警方通風報信搶劫行動而槍傷其，打算槍殺其時被誤會要殺掉Mike的黃小麗擋子彈，並被Mike槍殺身亡，但同時子彈也射中黃小麗 |
| 田雞   | 大Dee  | 葉振聲   | 搶劫集團成員 麗兄之手下 在七年前被麗兄懷疑自己向警方通風報信搶劫行動而被其槍傷，但在臨死前和Mike槍殺其                                                        |
| 程小龍 | 警察   | 周永光   | 警司 Mike之上司 因Mike無故打傷李超仁而向其訓話 |
| 盧雄   | 盧警司 | 周永光   | 警司 李超仁之上司 因被黃小麗的李超仁向張太太作出恐嚇而向其訓話                                                                                                |
| 羅麗莎 | 仁妻   |          | 李超仁之妻 目睹李超仁自言自語 |

## 備註
1. ↑  本片盧雄雖有客串其中一場，但名字沒有被記錄於演員名單裏。